# Nando Orfei
Nando Orfei, pseudonimo di Ferdinando Orfei (Portomaggiore, 29 luglio 1934 – Milano, 7 ottobre 2014), è stato un circense e attore italiano.

## Biografia
Appartenente alla nota dinastia circense degli Orfei, Nando Orfei sin da giovane si interessò alla recitazione, cominciando a recitare nelle vesti di attor comico, domatore, giocoliere e clown negli spettacoli di famiglia. Svolse anche un'intensa attività in teatro e nel circo.
Interessante fu la sua esperienza cinematografica, che può annoverare solamente quattro pellicole, delle quali due dirette da Federico Fellini. Particolarmente rilevante l'interpretazione dello zio di Titta in Amarcord, film del 1973. Dopo neanche un decennio dall'esordio sui grandi schermi, si ritirò dal cinema per dedicarsi più assiduamente all'amato teatro e al circo.
Era il fratello di Liana Orfei, il cugino di Moira Orfei e il padre di Paride, Ambra e Gioia Orfei; era sposato dal 1963 con Anita Gambarutti.
Morì nel 2014 all'Ospedale San Raffaele di Milano all'età di 80 anni dopo una lunga malattia. Pioniere dell'arte circense italiana nel mondo, nel 2017 a Montecarlo, nel Principato di Monaco, in occasione del 41º Festival Mondiale del Circo, è stato istituito il Premio Nando Orfei.

## Filmografia
- MMM 83 - Missione morte molo 83, regia di Sergio Bergonzelli (1966)
- I clowns, regia di Federico Fellini (1971)
- Amarcord, regia di Federico Fellini  (1973) - Patacca, lo zio di Titta
- L'ingorgo, regia di Luigi Comencini (1979) - l'autista di Montefoschi
- E la nave va, regia di Federico Fellini (1983)

## Nel circo
- Liana Nando & Rinaldo Orfei circo a tre piste
- Circorama (1970)
- Il circo delle mille e una notte (1974)
- Il circo delle Amazzoni (1976)
- Nando Orfei (1977)
- Nando Orfei il circo delle meraviglie (1980)
- Nando Orfei la pista dei sogni (1989)
- antico Circo Orfei “Omaggio a Federico” (1994)
- Nando Orfei il circo del terzo millennio (2000)
- Nando Orfei festival il Trapezio D’Oro (2001-2003)
- La Magia del Circo “tournée in Teatro” (2009)
- Nando Orfei il magico circo di Nando Orfei (2012-2015)
- Nando Orfei presenta WILD (2016)
- NANDORFEI (2017-2018)